# Perdita Felicien

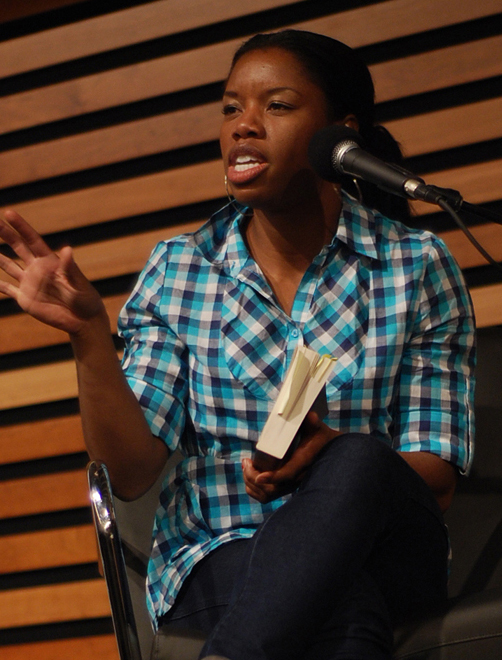
Perdita Felicien 2010

Perdita Felicien (* 29. August 1980 in Oshawa) ist eine kanadische Hürdenläuferin, die sich auf die 100-Meter-Strecke spezialisiert hat.
Bei den Weltmeisterschaften 2003 in Paris/Saint-Denis gewann sie überraschend die Goldmedaille in 12,53 s. Nachdem sie 2004 auch die Hallenweltmeisterschaften in Budapest über 60 Meter Hürden gewann und ihre 100-Meter-Hürden-Bestleistung auf 12,46 s steigerte, zählte sie auch bei den Olympischen Spielen 2004 in Athen zu den Favoritinnen über 100 Meter Hürden. Nachdem sie im Halbfinale mit 12,49 s die schnellste Zeit erzielt hatte, lief sie im Finale in die erste Hürde hinein, stürzte und schied aus. Ihre Zeit aus dem Halbfinale hätte dabei für eine Bronzemedaille gereicht. Olympiasiegerin wurde Joanna Hayes in 12,37 s.
Auch die Weltmeisterschaften 2005 in Helsinki brachten der Kanadierin kein Glück. Sie schied enttäuscht mit einer Zeit von 12,94 s im Halbfinale aus. Bei den Weltmeisterschaften 2007 in Osaka gewann sie in 12,49 s die Silbermedaille.
Perdita Felicien hat bei einer Größe von 1,65 m ein Wettkampfgewicht von 57 kg. Sie ist Athletenbotschafterin der Entwicklungshilfeorganisation Right to Play.

## Persönliche Bestzeiten
- 100 m: 11,78 s, 18. Mai 2003, Minneapolis
- 100 m Hürden: 12,46 s, 19. Juni 2004, Eugene